# Calibratge
El calibratge és el procés de calibrar o ajustar un aparell de mesura fins que el mesurament que se n'obtingui es correspongui amb un patró de referència (o estàndard) amb valor conegut.
D'aquesta definició es pot deduir que per tal de calibrar un instrument o un estàndard és necessari disposar d'un de major precisió que proporcioni el valor convencionalment veritable que és el que es farà servir per comparar-lo amb la indicació de l'instrument que està sotmès al calibratge. Això es realitza mitjançant una cadena ininterrompuda i completament documentada de comparacions fins a arribar al patró primari, que constitueix el que es coneix com a traçabilitat. L'objectiu del calibratge és mantenir i verificar el bon funcionament dels equips, respondre als requisits establerts en les normes de qualitat i garantir la fiabilitat i la traçabilitat de les mesures.
Els instruments de mesura requeriran ser calibrats amb més freqüència com més exactes siguin les seves mesures o bé més petites siguin les seves toleràncies d'error.

## Introducció
Durant el procés de calibratge es contrasta el valor de la sortida (output) de l'instrument a ésser calibrat enfront d'un estàndard en diferents punts de calibratge. Si l'error de calibratge—error que es posa de manifest durant el calibratge— és inferior al límit de rebuig, el calibratge serà acceptat. Altrament, es requerirà un ajust de l'instrument amb una posterior contrastació. Aquests darrers dos passos es repetiran tantes vegades com sigui necessari fins que l'error obtingut sigui inferior al límit establert. En aquells equips en què no es disposi d'un ajust, com ara termoparells, etc., en cas de no satisfer les toleràncies marcades, els aparells hauran de ser substituïts per altres que hagin estat prèviament calibrats.
Els principals motius que poden fer necessari que es realitzi el calibratge dels aparells de mesura són:
- Realització del calibratge amb un nou aparell
- S'ha exhaurit un període específic
- S'ha exhaurit un cert volum d'ús (hores de treball)
- Quan un aparell ha rebut un cop o vibració fort que pot haver causat que aquest es descalibrés
- Canvis sobtats de temperatura
- Sempre que les observacions obtingudes semblin qüestionables

En general, el calibratge sovint es contempla com la inclusió del procés d'ajustar el resultat d'un instrument de mesura de manera que aquest es posi d'acord amb un estàndard preestablert, i dins d'una precisió especificada. De totes maneres, pocs aparells de mesura poden ser ajustats fins que les seves mesures corresponguin perfectament amb els valors donats pels estàndards amb els quals es comparen. Per a la immensa majoria dels calibratges, el procés de calibratge és, de fet, una comparació entre un valor desconegut i un de conegut i l'enregistrament de les dades obtingudes.
En el calibratge, els resultats obtinguts s'han d'informar a través d'un certificat de calibratge, en el qual es faran constar els errors trobats així com les correccions emprades i els errors màxims admesos. A més a més poden incloure taules, gràfiques i altres varietats de suport gràfic que ajudin en la comprensió i representació dels resultats del calibratge.

## Procés de calibratge
El procés de calibratge s'inicia amb el disseny de l'instrument de mesura que ha de ser calibrat. El disseny ha de ser capaç de "suportar el calibratge" a través del seu interval de calibratge. En altres paraules, el disseny ha de ser capaç de prendre mesures que es trobin dins de la "tolerància enginyeril" quan s'utilitza en condicions ambientals durant un període raonable. El mecanisme exacte per a l'assignació de valors de tolerància varia segons el país i el tipus d'indústria. En general, els fabricants d'equips de mesura, assignen la tolerància en la mesura, suggereixen un interval de calibratge i especifiquen el rang d'utilització i emmagatzematge normals. El fet de tenir un disseny d'aquestes característiques augmenta la probabilitat que els instruments de mesura actuals es comportin de la manera esperada. El proper pas és definir el procés de calibratge. La selecció de l'estàndard o estàndards és la part més visible del procés de calibratge. Idealment, l'estàndard ha de tenir menys d'una quarta part de la incertesa de mesura que ve donada en l'aparell que s'ha de calibrar. El procés consisteix a triar un estàndard que compleixi la norma anteriorment esmentada sobre la incertesa de mesura i fer-lo servir per a comparar la seva mesura amb la de l'aparell a calibrar. Després es tria un estàndard amb un grau d'incertesa més ajustat i es repeteix l'operació anterior. Aquest procés es repeteix fins que s'arriba a l'estàndard amb menor incertesa del que es disposa al laboratori de calibratge o de metrologia. Aquest procés estableix la traçabilitat del calibratge.
Cal esmentar que aquest procés de calibratge mitjançant estàndards va, pràcticament sempre, precedit d'una inspecció visual de l'instrument, on es comprova que aquest no presenti cap dany físic que es pugui apreciar a simple vista. Als resultats d'aquesta inspecció se'ls anomena comunament com a les dades "as-found" de calibratge (dades de l'instrument, tal com s'ha trobat).
Normalment tot el procés de calibratge és encarregat a un únic tècnic especialitzat que serà el que s'ocupi de documentar que el calibratge s'ha completat amb èxit.
El procés que s'ha explicat anteriorment és un repte difícil i car. El cost del suport tècnic corresponent a equipament ordinari és, en general, d'aproximadament el 10% del preu de compra original en base anual. Altra maquinària més exòtica i/o complexa pot resultar encara més cara de mantenir.
L'extensió del programa de calibratge exposa les creences principals de l'organització involucrada. La integritat de l'organització pot veure's fàcilment en dubte segons el programa de calibratge que s'hagi establert.
En general, es tracta de fer que cada màquina d'una organització tingui planejat un procés de calibratge concret per a ella. Per exemple, si una empresa disposa de diverses màquines iguals, les màquines més velles s'empraran per a les tasques menys sofertes i, per tant, necessitaran un calibratge limitat. Les màquines que s'emprin sovint i de les quals depengui el procés productiu, en canvi, s'hauran de calibrar de forma més habitual i amb unes toleràncies bastant ajustades. Per una altra banda, cada màquina s'haurà de calibrar només amb relació a l'operació/tasca que desenvolupi. Amb això es vol dir que, encara que la màquina realment pugui realitzar moltes més tasques de les que realment fa en el procés productiu, només s'ha de calibrar la tasca que realment duu a terme de forma activa. La resta dels processos de calibratge resultaran innecessaris.
Aquest procés de tria i disseny del procés de calibratge s'ha de realitzar per a tots els instruments bàsics que estan presents en l'organització.

## Qualitat
Per tal de millorar la qualitat del calibratge afavorint que organitzacions externes acceptin els resultats obtinguts és desitjable que les mesures corresponents siguin fàcilment convertibles al sistema internacional d'unitats. L'acció d'establir la traçabilitat es pot realitzar fent una comparació formal amb un estàndard que pot estar relacionat de forma directa o indirecta als estàndards nacionals, els internacionals o els materials de referència certificats. Els sistemes de gestió de la qualitat requereixen un sistema de metrologia efectiu que inclou el calibratge formal, periòdic i documentat de tots els aparells de mesura. Les normes ISO 9000 i ISO 17025 estableixen que aquestes accions tinguin una alta traçabilitat i indiquen com s'han de quantificar.

## Instruments de mesura
En la llista que es troba a continuació es poden veure alguns dels instruments de mesura i d'inspecció: 
- Peu de rei o calibrador vernier universal: serveix per a mesurar amb precisió elements petits (claus, orificis, petits objectes, etc.). La precisió d'aquesta eina arriba a la dècima de mil·límetre i inclús pot arribar a apreciar centèsimes de dues en dues (quan el nònius està dividit en cinquanta parts iguals).

Components del peu de rei.

Per mesurar exteriors s'utilitzen dues potes llargues, per a mesurar interiors (per exemple, diàmetres d'orificis) les dues potes petites, i per a mesurar profunditats, un plançó que va sortint de la part del darrere i que s'anomena sonda de profunditat. Per tal de dur a terme un mesurament, s'ajustarà el calibre a l'objecte a mesurar i es fixarà. La pota mòbil té una escala graduada (10, 20 o 50 divisions, depenent de la precisió).
La mesura mitjançant aquest aparell es realitza de la següent manera: Primer es farà lliscar la part mòbil de manera que l'objecte a mesurar quedi entre les dues potes (si és una mesura d'exteriors). La pota mòbil indicarà els mil·límetres sencers que conté la mesura. Els decimals s'hauran de trobar amb l'ajuda del nònius. A aquest efecte, s'observarà quina divisió del nònius coincideix amb una divisió (qualsevol) de les presents en el regle fix. Aquella divisió coincidirà amb els valors decimals de la mesura que s'està efectuant.
- Peu de rei de Tornero: és molt semblant al que s'ha descrit anteriorment, però té unes ungles adaptades a les mesures de peces en un torn. Aquest tipus de calibres no disposa de potes interiors, ja que amb les exteriors es poden fer mesures interiors, però s'haurà de tenir en compte que el valor del diàmetre intern s'haurà d'incrementar en 10 mm a causa del gruix de les potes de l'instrument (5 mm cadascuna).

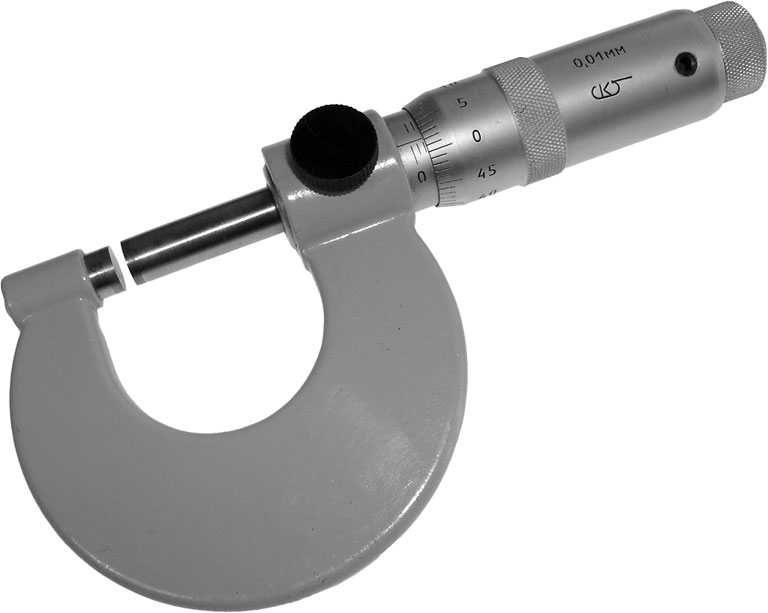
Micròmetre d'exteriors 0-25, típic.

- Calibre de profunditat: és un instrument de mesura semblant als anteriors, però té uns punts de suport que permeten la mesura de profunditats, entallaments i forats. Tenen longituds de bases diferents i, a més a més, són intercanviables.
- Banc de coordenada horitzontal: equip de mesura per al calibratge dels instruments de mesura. Està proveït d'un regle de gran precisió que permet comprovar els errors de l'utillatge de mesura i de control, tals com peus de rei, micròmetres, comparadors, anells llisos i de rosca, tampons, etc.

Animació del funcionament d'un Micròmetre.

- Micròmetre, pern micromètric o Palmer: és un instrument que serveix per mesurar amb alta precisió (de l'ordre d'una micra, equivalent a 10 − 6 metres) les dimensions d'un objecte. Per a això compta amb dues puntes que s'aproximen entre elles mitjançant un clau de rosca fina, el qual té gravat una escala en el seu contorn. L'escala pot incloure un nònius. Freqüentment, el micròmetre també inclou una manera de limitar la torsió màxima del clau, donat que la rosca molt fina fa que resulti difícil notar forces que siguin capaces de causar el deteriorament de la precisió de l'instrument. El micròmetre es classifica de la següent manera: 
  - Micròmetre d'exteriors: són instruments de mesura capaços de mesurar l'exterior de peces en centèsimes. Tenen contactes de metall dur rectificats i lapejats. Exerceixen sobre la peça a mesurar una pressió mitjana d'entre 5 i 10 N, tenen un fre per tal de no danyar la peça i el mesurador en cas que s'estrenyi massa quan s'està realitzant la mesura.
  - Micròmetre digital: són exactament iguals als anteriors, però tenen la particularitat de realitzar mesures de fins a 1 mil·lèsima de precisió i són digitals, a diferència dels anteriors que són analògics.
  - Micròmetre exterior amb contacte de platets: de la mateixa aparença que els anteriors, però té uns platets en els seus contactes per tal de millorar la subjecció i per a la mesura de dents de corones o de fulls de serra circulars.
  - Micròmetre d'exteriors d'arc profund: tenen la particularitat que tenen el seu arc de major longitud que els anteriors. Serveixen per a poder realitzar mesures en plaques o en indrets de difícil accés.
  - Micròmetre de profunditats: s'assembla molt al calibre de profunditats, però té la capacitat de realitzar mesures en centèsimes de mil·límetre.
  - Micròmetre d'interiors: mesura els interiors basant-se en tres punts de suport. En l'estoig conté galgues per tal de comprovar l'exactitud de les mesures.
- Rellotge comparador: és un instrument que permet realitzar comparacions de mesura entre dos objectes. També té aplicacions d'alineació d'objectes en maquinàries. Necessita un suport amb peu magnètic.
- Visualitzadors amb entrada Digimatic: és un instrument que té la capacitat de mostrar digitalment la mesura d'un instrument analògic.
- Verificador d'interiors: instrumento que serveix per a prendre mesures de forats i comparar-les d'una peça a una altra. Té un rellotge comparador per a major precisió i peces intercanviables.
- Gramil o calibre d'altitud: és un instrument capaç de realitzar mesures en alçada verticalment, i de realitzar senyalitzacions i paral·leles en peces.
- Goniòmetre universal: és un instrument que mesura l'angle format per dos visuals, xifrant el resultat obtingut. Aquest angle podrà estar situat en un pla horitzontal i es denominarà "angle azimutal" o en un pla vertical, anomenant-se "angle zenital" si el costat origen de graduació és la línia cenit-nadir del punt d'estació; o "angle d'altura" si aquest costat és la línia horitzontal del pla vertical indicat que passa pel punt de vista o de punteria.
- Nivell d'aigua: és un instrument de mesura utilitzat per a determinar l'horitzontalitat o verticalitat d'un element. És un instrument molt útil en la construcció en general i per a la indústria. El principi d'aquest instrument està en un petit tub transparent (de cristall o plàstic) el qual està ple de líquid amb una bombolla en el seu interior, La bombolla és d'una mida inferior a la distància entre les dues marques. Si la bombolla es troba entre les dues marques, l'instrument indica un nivell exacte, que pot ser horitzontal o vertical.
- Tacòmetre: és un instrument capaç de comptar el nombre de revolucions d'un eix per unitat de temps.
- Voltímetre: instrument per a mesurar la diferència de potencial entre dos punts.
- Amperímetre: instrumento per a mesurar la intensitat de corrent que circula per una branca d'un circuit elèctric.
- Polímetre: instrument capaç de mesurar diferents mesures elèctriques com ara la tensió, la resistència i la intensitat de corrent normal que hi ha en un circuit, a més d'algunes funcions més que tingui l'instrument, depenent del fabricant.
- Estroboscopi: és un element capaç de comptar revolucions i vibracions d'una maquinària, sense tenir contacte físic, a través del camp d'acció que aquest genera.
- Galgues per a rosques i gruixos: són regles de comparació per a veure el tipus de rosca d'un clau o el gruix d'un element. La galga de rosca pot ser de rosca mètrica Whitworth.
- Balança: instrument que és capaç de mesurar el pes d'un determinat element. N'hi ha de diferents mides i de diferents rangs d'apreciació de pesos.

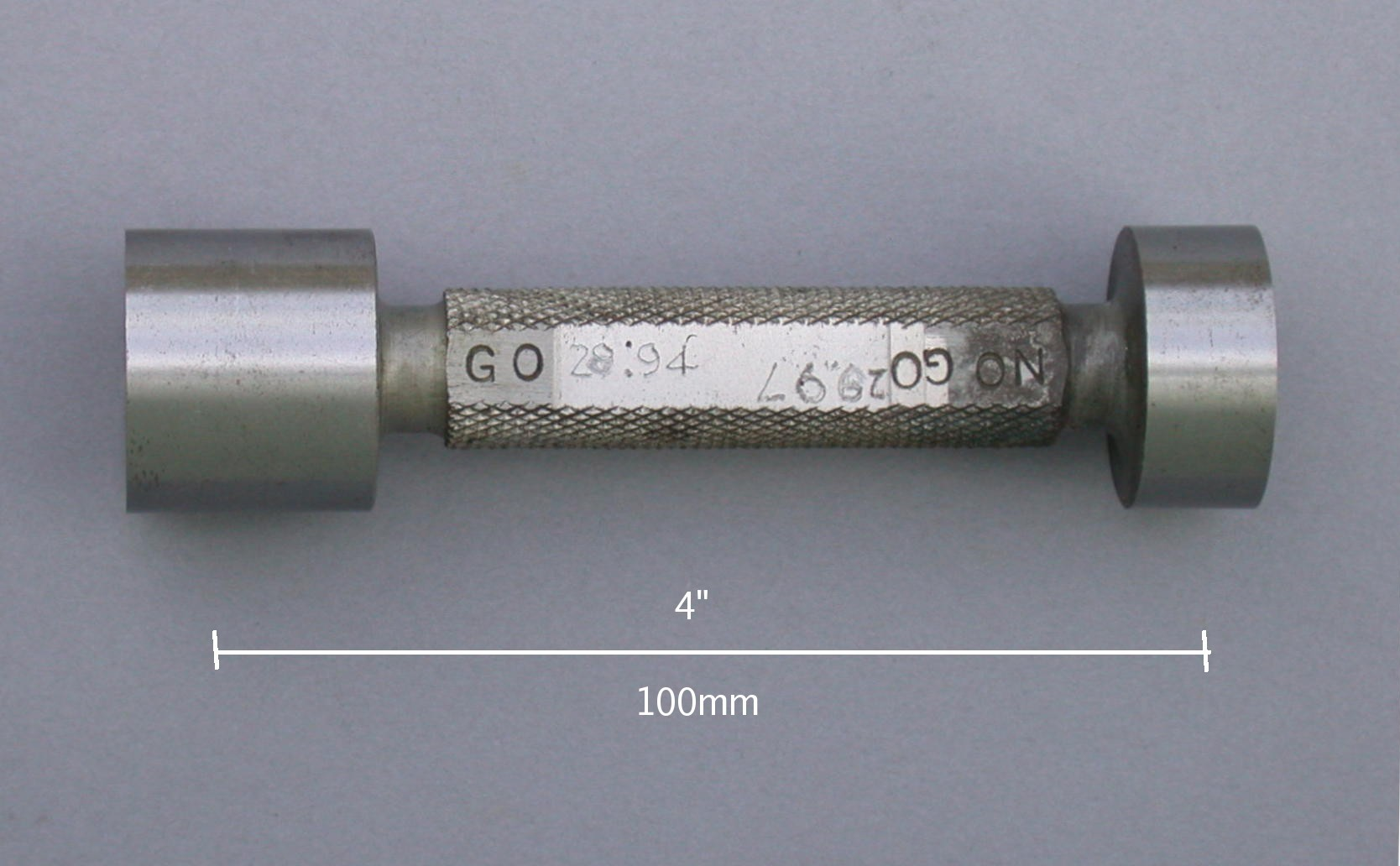
Calibrador de tap

- Calibre pasa-no pasa (calibrador de tap):
  - Calibre tampó cilíndric: són elements que serveixen per comprovar el diàmetre de forats i comprovar si s'adapten al que es necessita, per tal de respectar les toleràncies de l'equip, se sotmeten a la condició de pasa-no pasa i tenen l'ús contrari al calibre de ferradura.
  - Calibre de ferradura: serveix per a mesurar el diàmetre exterior de peces amb la condició de pasa-no pasa.
  - Calibre de rosca: permet mesurar la rosca tant d'un mascle com d'una femella, que estan sotmesos a la condició de pasa/no pasa
- Instruments per a la inspecció òptica
  - Lupa: és un instrument d'inspecció que permet veure objectes i característiques que són impossibles de veure a simple vista. Aconsegueix augmentar el que s'està veient, l'augment depèn de la graduació òptica de l'instrument.
  - Microscopi: instrument de visualització que ens permet veure aspectes o característiques d'objectes amb una visió microscòpica i amb els dos ulls a l'hora.
  - Projector de perfils: instrument que permet ampliar, amb un factor conegut, una peça i poder observar la seva estructura més petita mitjançant la reflexió de la seva ombra.
- Termòmetre: instrument que permet realitzar mesures de temperatura.
- Rugosímetre: és un instrument que, mitjançant ones, és capaç de mesurar la rugositat de la superfície d'un objecte, sense necessitat d'ampliació visual de la superfície de l'objecte.
- Làser, com a instrument de mesura
- Duròmetre: instrument electrònic que permet mesurar i fer proves de la duresa de diferents materials, siguin metàl·lics, ceràmics, plàstics o de pedra.